# 密姬
密姬（?—?），齐桓公的妾夫人，齐懿公的母亲。
密姬原是密国人，嫁给姜齐的国君齐桓公，生下公子商人。齐桓公的三位正室夫人，王姬、徐嬴、蔡姬，都没有儿子。齐桓公喜欢女色，待遇如同夫人的有六人：长卫姬，生了武孟（无亏）；少卫姬，生了公子元；郑姬，生了公子昭；葛嬴，生了公子潘；密姬，生了公子商人；宋华子，生了公子雍。齐昭公死后，公子商人杀死齐昭公的儿子，即位为齐懿公。